# Massimo Melodia
(Massimo Melodia)
Massimo Melodia (Palermo, 22 novembre 1950 – Palermo, 21 marzo 2012) è stato un cantautore, compositore e musicista italiano.
Nella sua carriera di cantautore è stato autore di oltre duecento composizione tra canzoni, musiche originali per sigle televisive, commedie musicali, spettacoli di cabaret, colonne sonore per film, alla creazione di scenografie teatrali, o alla conduzione di programmi radiofonici e televisivi. È stato anche pittore.
Ha operato ininterrottamente dal 1967 fino agli ultimi suoi giorni.

## Biografia

### L'adolescenza
Agostino, Maria, Massimo Melodia, primo di tre figli,  nasce a Palermo il 22 novembre 1950, da Carmelo (1925-2001), impiegato di banca e da Maria Sole (1927-2013), casalinga. Eredita dal padre l'amore per l'arte, la pittura, l'estetica, nonché l'amore per tutto ciò che riguarda il passato, in special modo della terra di Sicilia.
Il rione dove vive,  per un caso fortuito del destino, darà i natali a diversi personaggi che, oltre a divenire suoi amici di infanzia, lo accompagneranno, chi a fasi alterne, come Bibi Bianca, chi ininterrottamente, come Giovanni Nanfa, per tutta la sua carriera artistica, dando vita ad un sodalizio artistico che per longevità difficilmente trova similari nel mondo dello spettacolo.
Tutto inizia con la richiesta al padre di avere come regalo anticipato di una promozione che poi tarderà ad arrivare una chitarra. Ricevuto il regalo, Massimo si tuffa a capofitto nello studio dello strumento, perdendo però di vista la contropartita dell'accordo (per lui ormai gli accordi sono soltanto quelli fatti di note). Il profitto a scuola è pessimo ma lo studio dello strumento va a gonfie vele, condizione che non trova d'accordo i genitori, tant'è che un giorno, dopo l'ennesimo invito senza esito a mettere da parte lo strumento per dedicarsi allo studio, il padre gli fracassa la chitarra in testa. Tale episodio probabilmente gli fa capire che forse è il caso di cambiare l'ordine delle priorità. Riesce a conseguire il diploma all'Istituto d'arte, ma senza mai diminuire l'impegno verso lo studio della chitarra. Dal punto di vista, per così dire didattico, si rifarà in maturità, conseguendo il diploma di composizione e armonia nonché la laurea all'Accademia di belle arti.

### Gli esordi
Nell'estate del 1967 la prima esperienza musicale, in qualità di bassista,  con un gruppo di musicisti palermitani, tra i quali brilla Paolo Gennaro, un chitarrista di chiara estrazione jazzistica che ricorda molto Joe Pass e Wes Montgomery. Una serie di serate presso i night di Amsterdam e Rotterdam per cui deve fare i conti con la sua minore età, sempre pronto quindi, in caso di irruzione della polizia, a rifugiarsi in qualche camerino delle ballerine. Rientrato dai Paesi Bassi, grazie ad un bonifico del padre, visto che i compensi delle serate si sono persi per i canali di Amsterdam e Rotterdam, seguono altre esperienze, sempre come strumentista, con diversi gruppi musicali palermitani. Ma la cosa non lo affascina, in quanto sempre più interessato alla ricerca di materiale per poter sviluppare delle composizioni in siciliano che richiamino personaggi, usi e costumi di una Sicilia ormai dimenticata e totalmente sconosciuta alle nuove generazioni.
Nasce così La Vucciria, una colorita descrizione dell' "abbanniu" (urla pubblicitarie per promuovere i propri prodotti) che un tempo animava il più antico Mercato di Palermo: la Vucciria, appunto. Questo brano ottiene negli anni un tale successo di consensi, in quanto riconosciuto come una fedele riproduzione della Palermo di un tempo, che non è improbabile ascoltarlo in diverse parti del mondo dove risiedono palermitani emigrati.
A questa faranno poi seguito: Buela, Lu misi di marzu, Sutta li stiddi chi vogghiu.
Su un versante parallelo vedrà la luce una serie di brani in lingua, ma sempre rappresentativi di vecchie tradizioni palermitane: Il Francese, L'amico mio lupo di mare, La gita, Farina e festa, Mondello anni 50, con il testo di Antonio Marsala, W la targa, ecc.

### Gli anni settanta
Nel 1970, affascinato dal mondo dello spettacolo e desideroso di entrarne a fare parte, si presenta al Teatro  Ridotto  di Palermo. Vi trova Elio Di Vincenzo, regista e responsabile della compagnia che, dopo aver ascoltato questo suo desiderio, gli dice:"Ti stavamo aspettando, accomodati".
Inizia così una lunghissima frequentazione con il mondo teatrale che lo vedrà di volta in volta come autore delle musiche oltre che come esecutore delle proprie canzoni, o come scenografo o come attore.

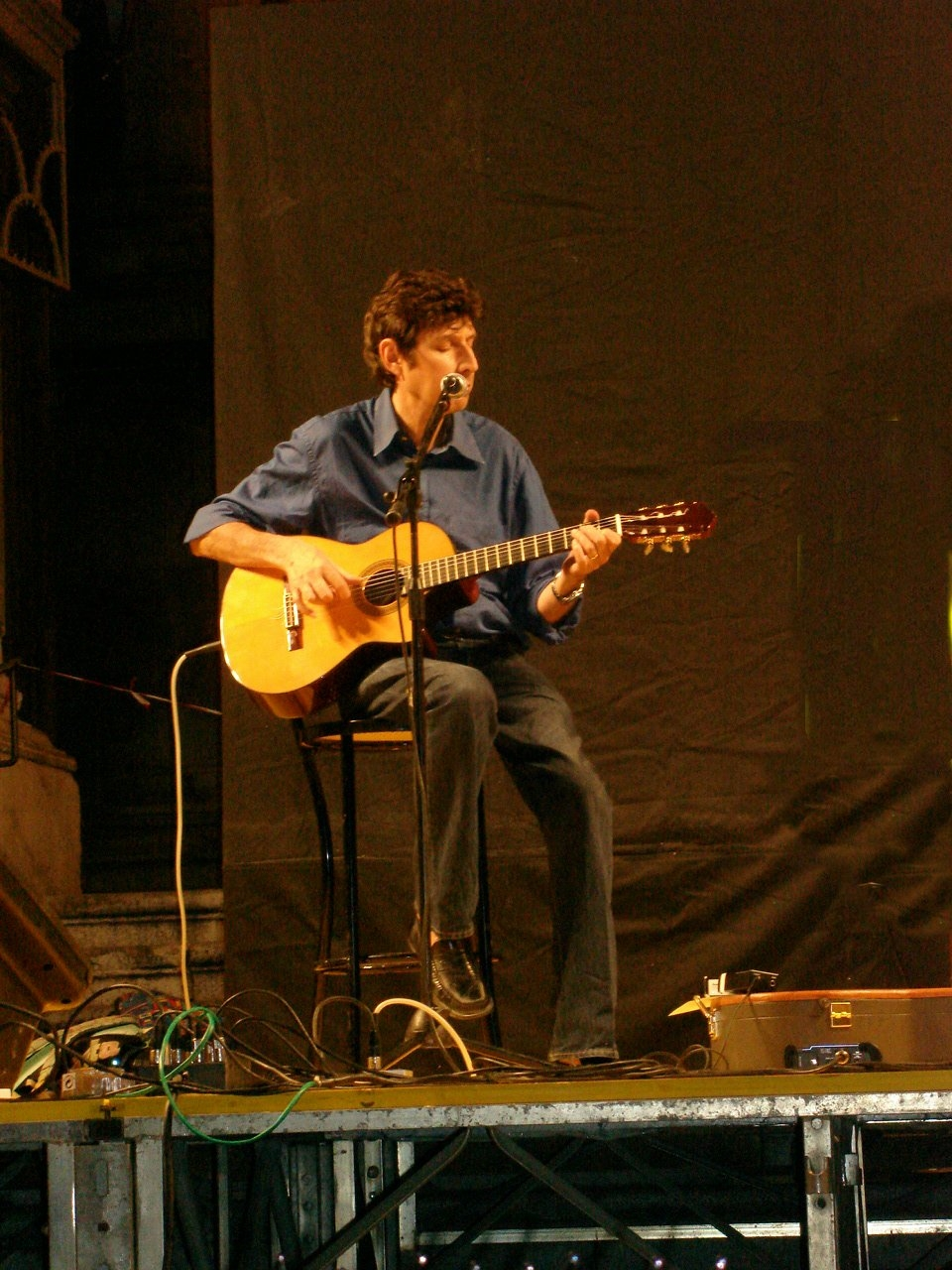
Massimo Melodia in concerto

Nel 1971una interessante parentesi lo vede al fianco del poeta siciliano Renzino Barbera durante i suoi recital in giro per l'isola.
Renzo Barbera, affettuosamente Renzino, una delle figure più rappresentative del mondo dello spettacolo siciliano, recita in vernacolo palermitano le sue poesie e i suoi monologhi e Massimo canta le sue canzoni.
Nel 1972 si tiene a Palermo la terza edizione del Festival Pop International organizzato da Joe Napoli.
Questa edizione nasce un po' sotto tono rispetto alle precedenti due edizioni del 1970 e del 1971 ma prevede pur sempre delle presenze di rilievo internazionale e il campus non appare dei più tranquilli.
In tale atmosfera Massimo Melodia si presenta con la chitarra, assieme al fratello Giacomo con il flauto dolce per eseguire alcuni suoi brani. Il pubblico, contrariamente ai timori, dimostra di apprezzare le esecuzioni ed ascolta in silenzio tutta l'esibizione. Infatti in un articolo del giornale L'Ora di Palermo del 1972 l'evento viene così sintetizzato: "Festival Pop 1972. Si chiama Ago Maria Massimo Melodia...Ago infatti non sa solo cercare testi poetici, è sua infatti “cercando una storia”, ma sa anche suonare...". E sul Giornale di Sicilia si aggiunge:"Un duo interessante quello dei fratelli Ago e Giacomo Melodia, (chitarra, flauto e canto) che però avrebbe richiesto tutt'altra atmosfera che non l'agitato campus…".
Nel 1973 parte per il servizio militare che svolge, come mazziere della banda, presso la 7ª Divisione fanteria  Lupi di Toscana , a Scandicci, Firenze. Qui incontra come compagno di leva lo scrittore Stefano Benni. Dall'incontro nasce una sincera amicizia che durerà anche negli anni successivi.

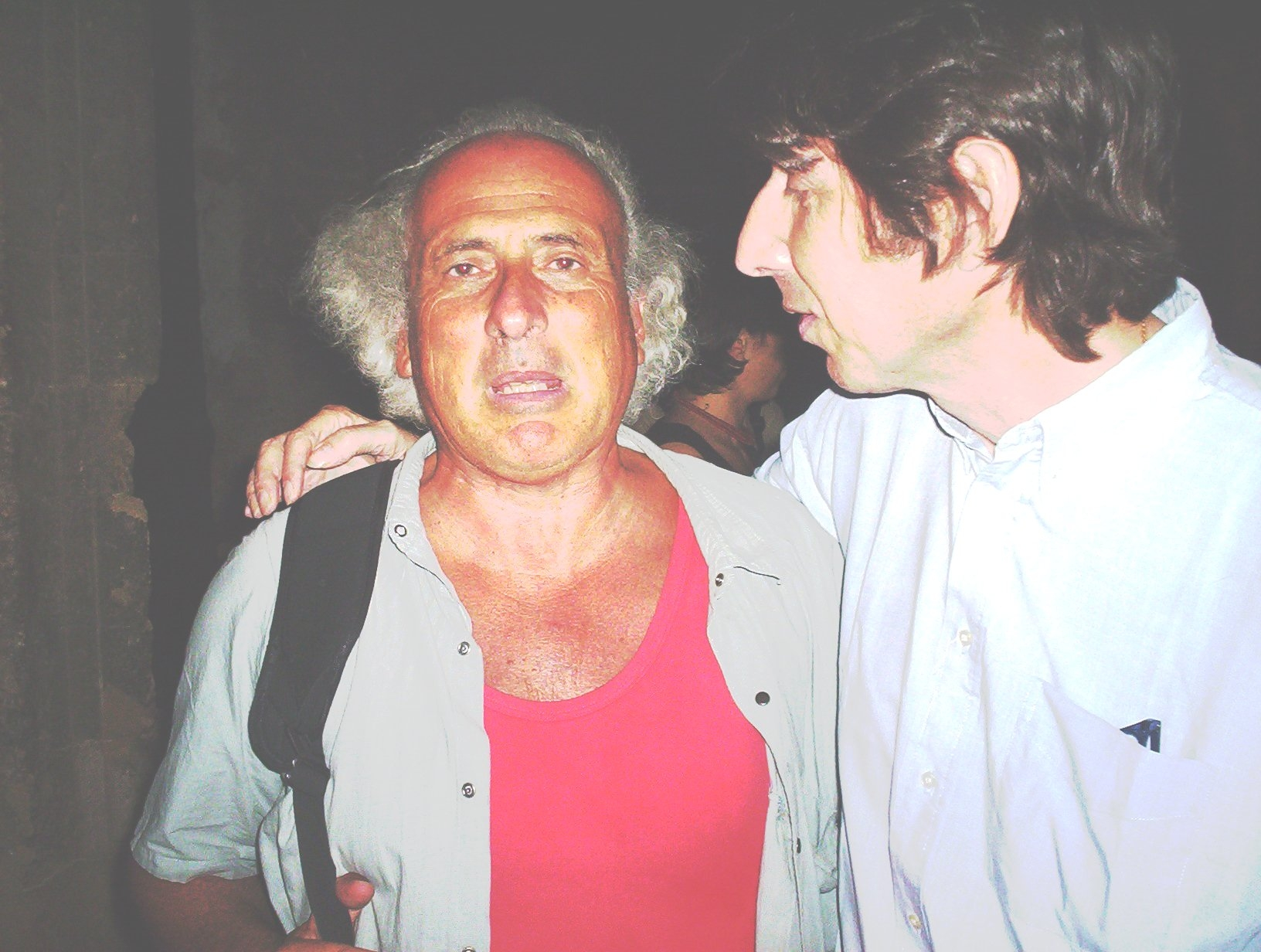
Massimo Melodia con Stefano Benni

Nel 1977, con Bibi Bianca dà vita allo spettacolo teatrale Uno dei Mille, rilettura in chiave satirica delle gesta dei Mille di Giuseppe Garibaldi. Lo spettacolo suscita un notevole interesse sia per il contenuto che per l'allestimento. Infatti la scenografia, in forte chiave minimalista, presenta soltanto un fondale totalmente nero e sul palco sono presenti soltanto Bibi e Massimo che interpretano di volta in volta vari personaggi, guidati, nella più totale oscurità, esclusivamente dal raggio oblungo di un "seguipersone”. Guido Valdini, dalle colonne del giornale “ L'Ora” di Palermo di martedì 8 novembre 1977 così giudica il lavoro: "Uno dei mille, direi formidabile nel taglio ora ironico ora allucinato dello sguardo e del corpo... il musicista attore si disimpegna con grande coraggio, fornendo un saggio delle sue possibilità... Ruolo determinante infine le luci di Gegè Melodia, un unico fascio obliquo che si muove sul fondale nero con un'azzeccata gamma di ampiezze... ".
In seguito a questa esperienza Massimo viene accolto nello storico gruppo cabarettistico  I Travaglini , dove incontra professionalmente Giovanni Nanfa.
Nel 1978 compone le sigle musicali dello spettacolo televisivo Cabaroca, in onda su Tele Radio del Mediterraneo (T.R.M.).
Tra il 1979 e il 1980 cura la realizzazione delle sigle musicali della trasmissione televisiva Fiera di metà settimana, in onda su T.R.M.; crea e conduce una trasmissione televisiva per bambini, Arcobaleno, in onda su C.T.S. ( Compagnia Televisiva Siciliana ). È la volta quindi di Mediterranee, sempre su C.T.S., trasmissione contenitore, con ospiti in studio, dove Massimo conduce, affiancato da Angela Bruno e Marcello Mandreucci.
Nel 1979 la squadra di calcio del Palermo decide di cambiare vestito. Attraverso l'organizzazione di una società romana che le fa da sponsor, cambia il logo, adottando una versione ex novo dell'aquilotto, il suo simbolo storico.
Cambia la divisa con un modello più alla moda ma sempre ovviamente con gli stessi colori rosanero e, dulcis in fundo, adotta anche un nuovo inno che, per l'occasione, viene composto da Massimo Melodia. Nasce così la sua prima pubblicazione musicale: il 45 giri  Un fiore rosanero, registrato presso lo studio della  Ziz Studio Cinque , la prima sala di registrazione nata a Palermo.

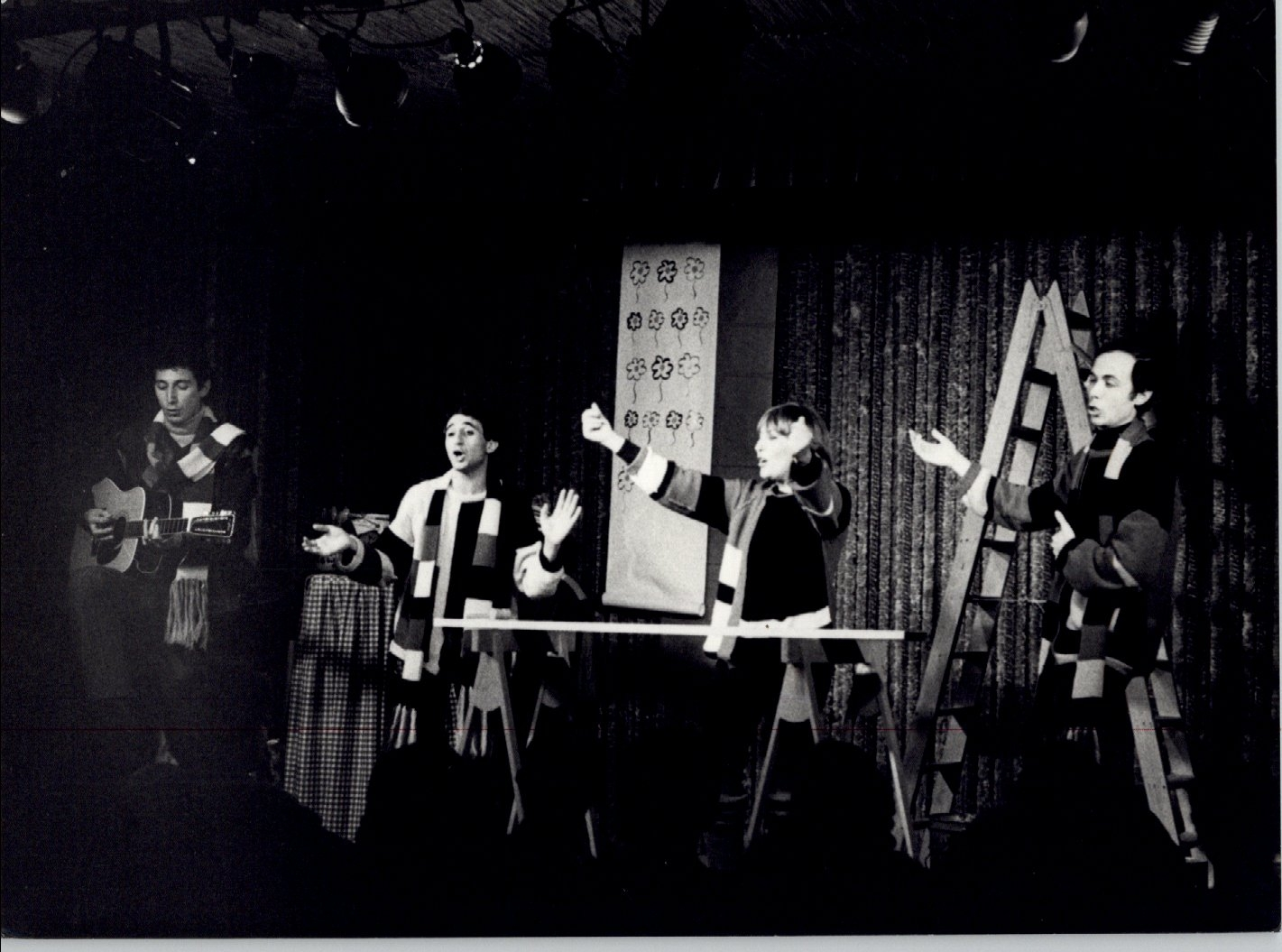
Massimo Melodia in "Bricolage" - 1980

### Gli anni ottanta
Un altro importante appuntamento si presenta nel 1986 con la pubblicazione dell'ellepi Buela.
L'intento è quello di sviluppare un progetto riguardante alcune sue composizioni in lingua siciliana, arrangiate per l'occasione con un nuovo tipo di sound ottenuto appunto con l'utilizzo della lingua siciliana e la musica moderna, intesa in questo caso, come la risultante di una commistione di più stili. L'impresa è ardua ma ne viene fuori un prodotto originale e di buona fattura e, come dice il critico musicale Gigi Razete:" È musica dei nostri tempi quella di Buela, che rimane un punto di riferimento per tutta la discografia dell'Isola...Massimo Melodia sta alla Sicilia con lo stesso amore e con la stessa comprensibilità e attualità con cui Paolo Conte sta alla provincia astigiana e Fabrizio De André alla Liguria di “Creuza De Ma". Dal giornale L'Ora di Palermo, sabato 12 aprile 1986.
Dal 1981 al 1987 compone le musiche per i seguenti spettacoli teatrali:
1981 Bricolage ; 1982 Grazie Mille; 1982 Di tutti i colori; 1984 Cronaca cronica; 1987 Nati con la camicia.

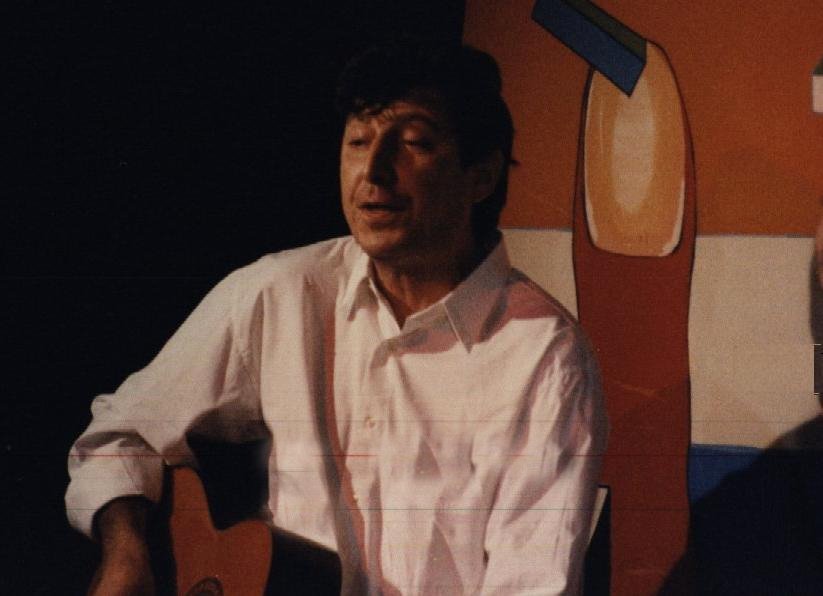
Massimo Melodia in "Non tocchiamo questo tasto" - 1994

### Gli anni novanta
Dal 1990 al 1992 compone le musiche per i seguenti spettacoli teatrali:
1990 Zuppa Italia; 1992 Ci vediamo.
Tra il 1993 e il 1996 partecipa alla serie televisiva Grand Hotel Cabaret, che va in onda nel circuito televisivo regionale e nazionale Cinquestelle.  Per questa occasione Massimo crea anche la sigla finale, L'Isola, da lui stesso eseguita.
Dal 1994 al 1999 compone le musiche per i seguenti spettacoli teatrali:
1994 Non tocchiamo questo tasto; 1995 Ma chi l'ha detto; 1996 Dimmi con chi vai; 1997 Aspettando il 2000; 1998 C'è chi può; 1999 Non mi posso lamentare.

### Gli anni Duemila
Tra il 2000 e il 2001 compone le musiche per i seguenti spettacoli teatrali:
2000 E chi se l'aspettava; 2001 Si fa ma non si dice.
Tra il 2001 e il 2002
 viene realizzata una serie di concerti live per festeggiare i 30 anni di attività di Massimo. Grazie ad una band di eccellenti musicisti che sanno coniugare egregiamente il folklore locale con le atmosfere della più colta espressione musicale moderna ne scaturisce un prodotto egregio. Nel 2004, dopo lunga gestazione, viene pubblicato il cd  Melodia Mediterranea ..
Nel 2003 cura la realizzazione delle musiche originali per il film Tommaso, l'uomo cane, ipotesi sulla scomparsa dello scienziato Ettore Majorana.

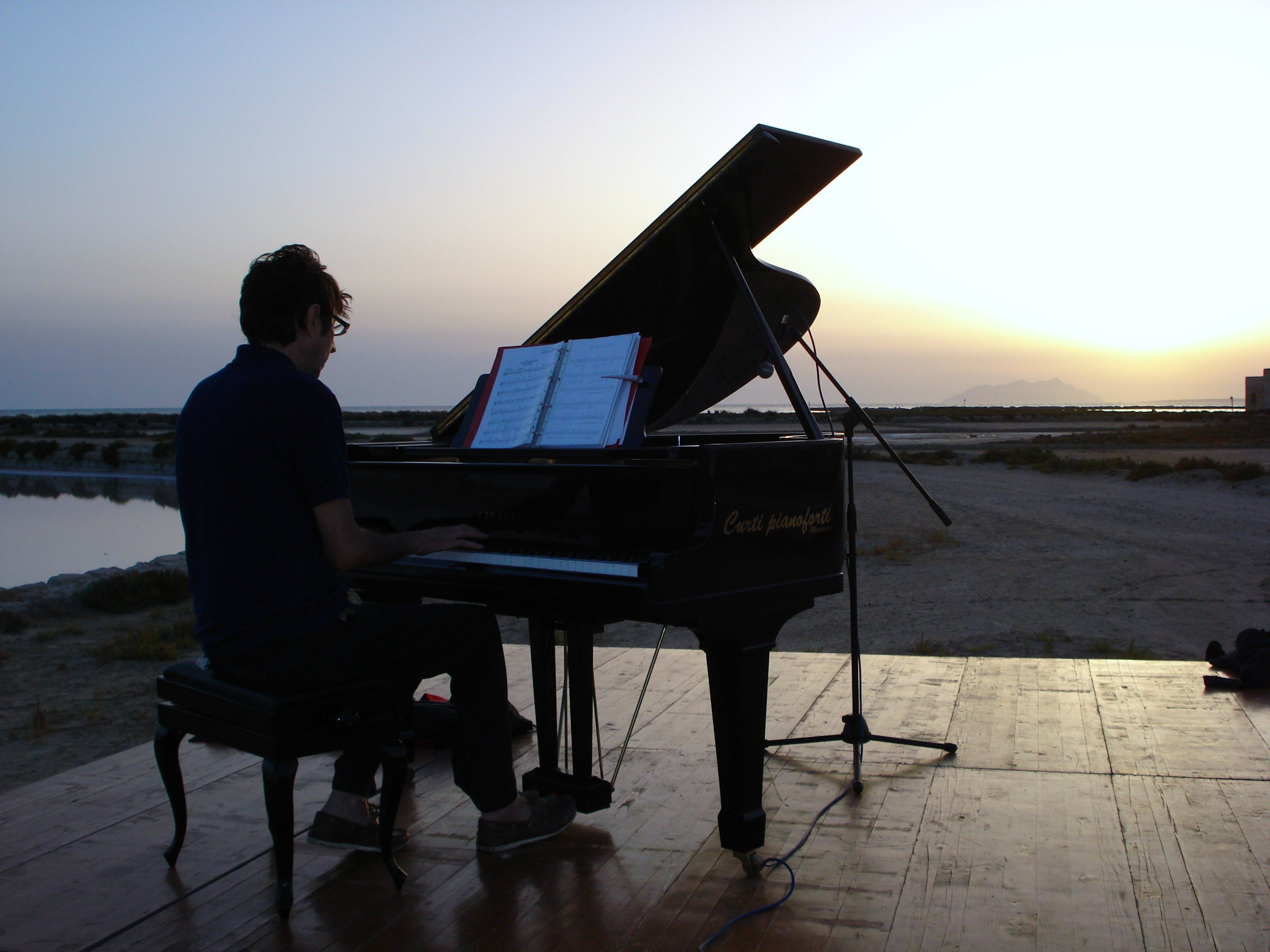
Massimo Melodia in "Concerto sotto le stelle"

Dal 2003 al 2008 compone le musiche per i seguenti spettacoli teatrali:
2003 Meglio la gallina…domani; 2003 Incredibile ma vero; 2004 Istruzioni per l'uso;
2004 Tra il dire e il fare; 2005  Il Malato immaginario;Chewing gum;2006 Pane, amore e…; 2007 L'amore è un cubo variopinto; 2008 Stress.
Nel 2009 viene pubblicato il cd Terra e Marenato da un progetto su dei testi in lingua italiana tenuti per tanti anni nel cassetto. In Terra e Mare le atmosfere di sapore folkloristico delle canzoni in siciliano presenti in  Melodia Mediterranea  lasciano il posto ad una visione più intimistica, dando vita ad un prodotto dalle sonorità raffinate, rivolto ad un pubblico attento.

### Gli anni Dieci
Nel 2010 compone le musiche per lo spettacolo teatrale Qui lo dico e qui lo nego..
Nel 2011 compone le musiche per lo spettacolo teatrale Sotto sotto c'è qualcosa..

### La morte
Il 21 marzo 2012 Massimo muore, stroncato da un male incurabile con cui era riuscito a convivere, grazie ad una enorme forza di volontà, per più di dieci anni.

## Discografia

### Album
- 1986 - Buela
- 2009 - Terra e mare

### Album dal vivo
- 2003 - Melodia mediterranea

## Spettacoli Teatrali
Spettacoli teatrali per i quali ha composto le musiche:
- Uno dei Mille  (Bianca, Melodia), 1977
- Bricolage  (con i Travaglini), 1977
- Di tutti i colori  (con i Travaglini), 1982
- Grazie Mille  (Bianca, Nanfa, Marsala), 1980
- Cronaca cronica  (Bianca, Nanfa), 1981
- Nati con la camicia  (Bianca, Nanfa), 1987
- Zuppa Italia  (Nanfa, Marsala), 1990
- Ci vediamo  (Nanfa, Marsala), 1992
- Non tocchiamo questo tasto  (Nanfa, Di Stefano), 1994
- Ma chi l'ha detto  (Nanfa, Di Stefano, Scirenzo), 1995
- Dimmi con chi vai  (Nanfa, Di Stefano, Scirenzo), 1996
- Aspettando il Duemila  (Nanfa, Di Stefano, Scirenzo), 1997
- C'è chi può  (Nanfa, Di Stefano, Di Modica), 1998
- Non mi posso lamentare  (Nanfa, Di Stefano, Di Modica), 1999
- E chi se l'aspettava  (Nanfa, Di Stefano, Di Modica), 2000[15]
- Si fa ma non si dice  (Nanfa, di Modica), 2001[16]
- Meglio la gallina...domani  (Nanfa, di Modica), 2003[23]
- Incredibile ma vero  (Nanfa, di Modica), 2003[24]
- Istruzioni per l'uso  (Nanfa, di Modica), 2004[25]
- Tra il dire e il fare  (Nanfa, di Modica), 2004[26]
- Chewing gum  (Paride Benassai), 2005[27]
- Il Malato immaginario  (versione in siciliano curata da Giovanni Nanfa), 2005[38]
- Pane, amore e.....  (Nanfa, Lino Piscopo), 2006[28]
- L'amore è un cubo variopinto  (Nanfa, Piscopo), 2007[29]
- Stress , 2008[30]
- Qui lo dico e qui lo nego  (Nanfa, di Modica, Pandolfo), 2010[31]
- Sotto sotto c'è qualcosa  (Nanfa, Pandolfo), 2011[32]

## Programmi televisivi
- Documentario sui pupari in Sicilia  (Rai), 1976  (come cantautore)
- Cabaroca  (Teleradio del Mediterraneo), 1978  (autore sigle musicali)
- Fiera di metà settimana  (Teleradio del Mediterraneo), 1979  (autore delle musiche)
- Mediterraneè  (Compagnia Televisiva Siciliana), 1979  (autore dei testi, cantautore e co-conduttore)
- Arcobaleno  (Compagnia Televisiva Siciliana), 1981/1983  (Ideazione e conduzione)
- Grand Hotel Cabaret  (circuito Cinquestelle), 1992/1996 (musicista)

## Programmi radiofonici
- Lunedì musica  (Rai regionale), 1980 (autore testi, musicista e conduttore)
- RF Trenta  (Rai  regionale), 1981 (autore sigle, musiche, coautore testi e conduttore)
- A proposito di cabaret  (Rai  regionale), 1981 (coautore e attore)
- Millenovecento Mhz  (Rai  regionale), 1983 (autore musiche)
- Salichi e Salamilicchi  (Rai  regionale), 1984 (attore e musicista)
- Domenica Insieme  (Rai  regionale), 1985 (attore e musicista)
- Fili d'argento alla riscossa  (Rai  regionale), 1991 (autore musiche e cantante)
- Siesta  (Rai  regionale), 1991 (programmatore e autore musiche)